# Lichtdruck (Druckverfahren)

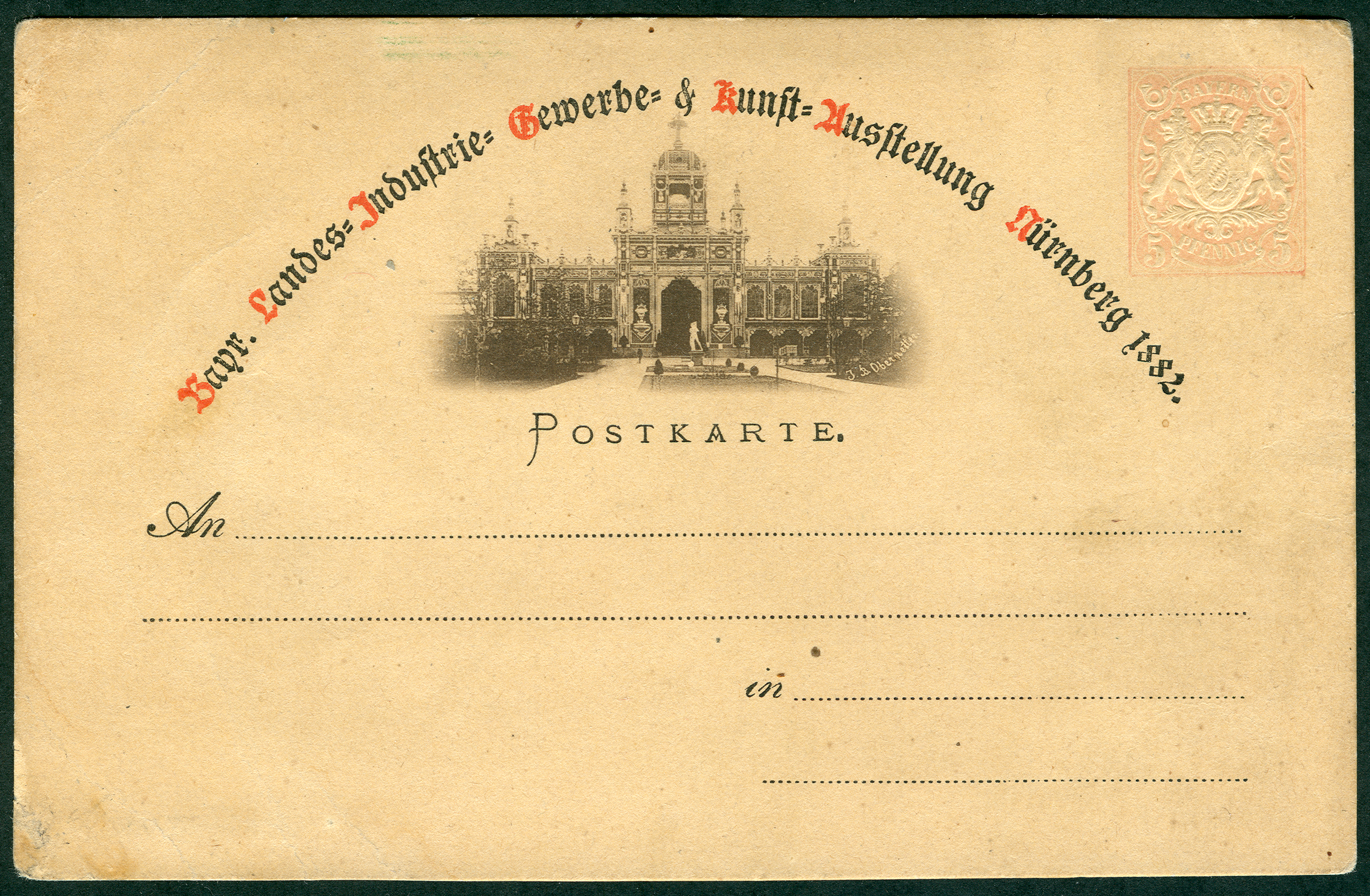
Frühe Bildpostkarte im Lichtdruckverfahren eines Fotos von der Ersten Bayerischen Landesausstellung
1882 in Nürnberg, signiert J. B. Obernetter

Lichtdruck (auch: Phototypie, Collotypie, Albertotypie) ist ein nur noch selten angewendetes Edeldruckverfahren.
Im weiteren Sinne werden damit alle fotomechanischen (fotolithografischen) Flachdruckverfahren zur Wiedergabe von Halbtönen ohne Raster bezeichnet, im engeren Sinne jedoch nur das 1856 von Louis-Alphonse Poitevin unter der Bezeichnung Collotypie entwickelte und um 1870 von Joseph Albert verbesserte Verfahren, mit dem sich größere Auflagen herstellen ließen. Karl Klietsch entwickelte 1879 daraus das Tiefdruckverfahren der Heliogravüre.

## Verwendung

Lichtdruck, Scan vom Original 1865, Kathedrale von Chartres

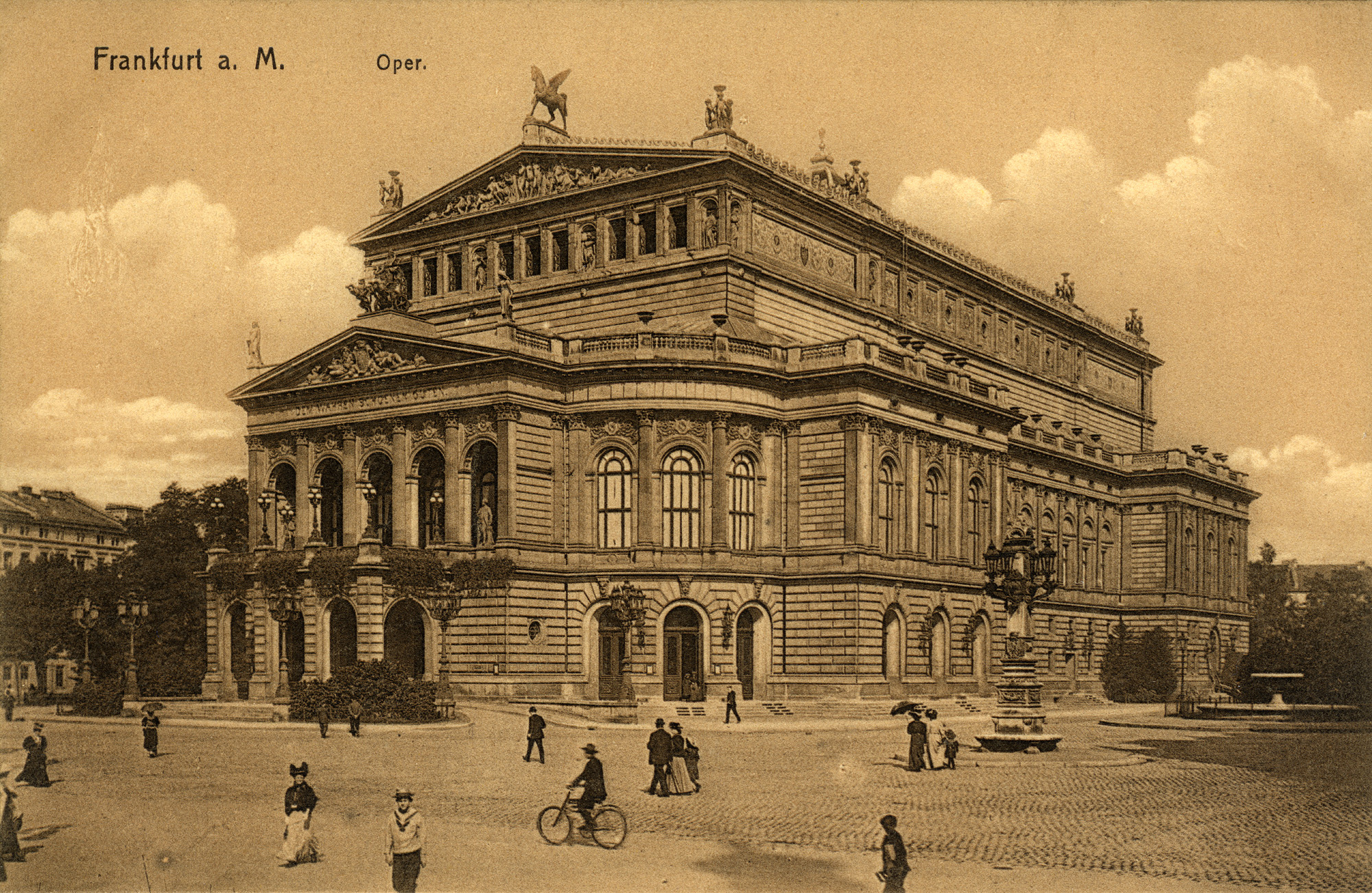
Lichtdruck-Postkarte um 1900

Der Lichtdruck war um das Jahr 1900 verbreitet, aber wurde im 20. Jahrhundert durch den Offsetdruck verdrängt. Nach Schließung der Lichtdruck-Werkstatt in Dresden bestanden weltweit noch drei Lichtdruckereien: im Museum für Druckkunst Leipzig, in der weltältesten Fotowerkstatt der Gebrüder Alinari in Florenz und bei Benrido-Druck in Kyōto, Japan. Zuletzt hat die Werkstatt Offizin in Darmstadt ihren Betrieb eingestellt.
Neben der farbigen Lithografie wurde er vor allem zur Illustration von Büchern oder Drucken in kleinen Auflagen wie Ansichts-, Gedenk- oder Postkarten eingesetzt. Es waren anfangs keine Verfahren bekannt, die Zeichnungen, Gemälde oder Fotografien in vergleichbarer Qualität wiedergaben.
Künstler haben für Grafiken den Lichtdruck zur eigenständigen Aussage benutzt. Ein Beispiel ist Willi Baumeister mit seinen 20 Original-Lichtdrucken, die 1929 in einer mit 200 Exemplaren erschienenen Mappe Sport und Maschine von der Galerie Flechtheim herausgegeben wurde.
Nachdem die Verbreitung des Verfahrens in der Mitte des 20. Jahrhunderts allmählich zurückging, wird es außerhalb des unmittelbaren künstlerischen Bereichs noch zur Faksimilierung von Kunstwerken wie Gemälden, mittelalterlichen Handschriften und Urkunden verwendet. Hierfür ist die Wiedergabequalität unerreicht.
Der Lichtdruck stellt mit seinen Mitteln und Möglichkeiten eine eigene Kunstform dar. In Leipzig wurden in Zusammenarbeit von Lichtdruckern und bildenden Künstlern wie Olaf Wegewitz Techniken und Verfahren der künstlerischen Gestaltung auf der Druckplatte entwickelt. So wurde die Lichtdruck-Originalgrafik eine Form der grafischen Kunst. Durch die erprobte Möglichkeit der Belichtung mit verschiedenen halbdurchlässigen und durchlässigen Materialien auf der Druckplatte ist eine neue Ausdrucksmöglichkeit in der fotografischen Arbeit entstanden. Diese beiden Ausführungen sind als eigene Kunstformen anerkannt.

## Druckformherstellung

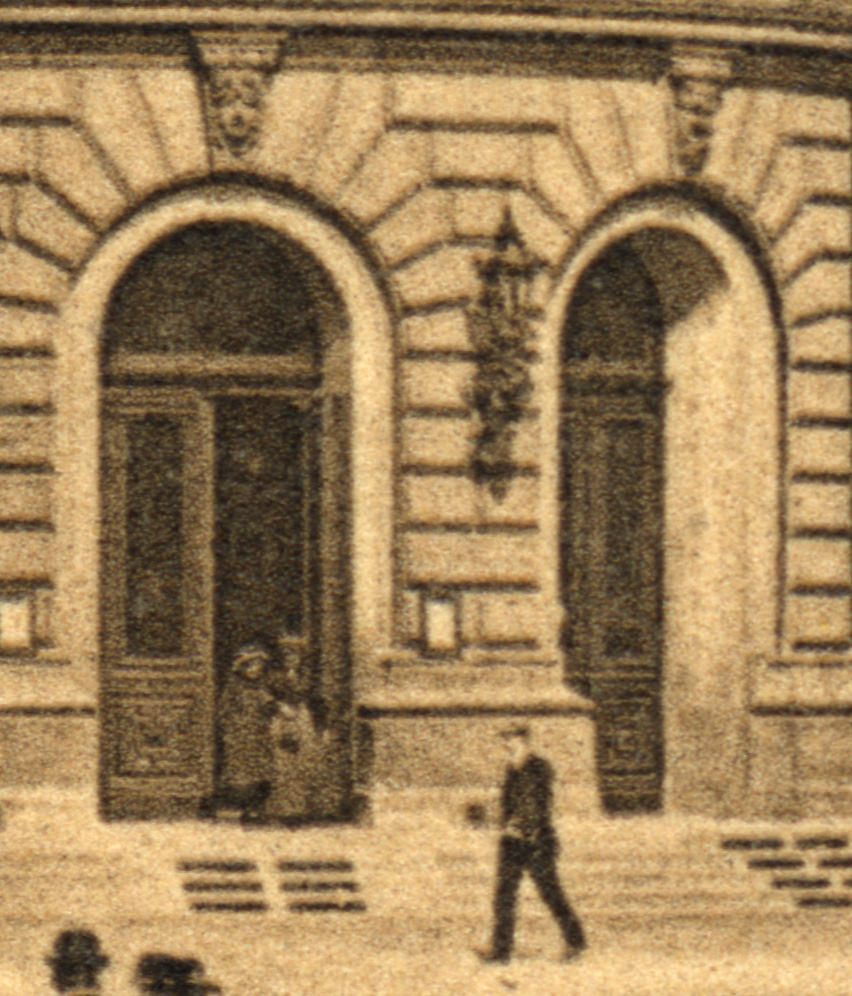
Detail aus obiger Postkarte mit deutlich erkennbarem Runzelkorn

Träger der Druckform ist eine zehn Millimeter dicke, matt geätzte, sehr plane Glasplatte (Spiegelglas ohne Spiegelschicht) oder auch eine Metallplatte. Auf die Platte wird in zwei Lagen (Vorschicht und Druckschicht) eine lichtempfindliche Emulsion aus Chromatgelatine aufgebracht und im Halbdunkel getrocknet. Die Emulsion besteht aus Gelatine, die mit Ammoniumdichromat oder Kaliumdichromat lichtempfindlich gemacht wurde.
Anschließend wird ein fotografisches Halbton-Negativ unter Verwendung von Licht mit hohem UV-Anteil auf die Platte aufbelichtet. Das Negativ ist – anders als bei den meisten Druckverfahren – nicht gerastert. Beim Belichten verändern die in der Gelatine enthaltenen Chromatsalze die Löslichkeit der Gelatine in Wasser und setzen das Negativbild in ein Gelatinerelief um. Dieser Vorgang wird Gerbung der Gelatine genannt. Die auftreffende Lichtmenge bestimmt die Höhe der „gegerbten“ Gelatine. Die Besonderheit liegt bei dieser Kopierschicht in ihrem Verhältnis der Lichtmenge zum Grad der Aushärtung:
- wenig Licht = geringe Härtung
- viel Licht = starke Härtung

Nach dem Kopiervorgang wird die Platte in fünf bis zehn Grad Celsius kaltes Wasser getaucht, wodurch die Chromate ausgewaschen werden, so wird eine weitere Belichtung verhindert. Dabei bildet sich das charakteristische Runzelkorn, an dem fertige Lichtdrucke bei starker Vergrößerung unverkennbar zu identifizieren sind.
Ist ein mehrfarbiges Ergebnis gewünscht, so werden für jede Druckfarbe jeweils entsprechende Druckplatten angefertigt. Für Faksimiledrucke von Kunstwerken werden mitunter bis zu 20 Platten für bestimmte Farbtöne übereinander gedruckt. Damit ist es möglich, Drucke von hoher Originaltreue zu erzielen.

## Druck
Vor dem Druck werden die Druckplatten üblicherweise mit einem Glycerin-Wasser-Gemisch angefeuchtet. Durch das Aufquellen der Gelatine je nach Aushärtungsgrad – mithin je nach Belichtungsgrad – wird der wiederzugebende Tonwert bestimmt. Es besteht ein Zusammenhang zwischen der Belichtung und der Aufnahme von Druckfarbe an der entsprechenden Stelle. Es gilt:
- geringe Härtung = starke Quellung, wenig Druckfarbe
- starke Härtung = schwache Quellung, viel Druckfarbe

Dabei spielt das in stark quellenden Bereichen reichlicher enthaltene Wasser eine Rolle: es stößt die fettige Druckfarbe ab, wohingegen die stärker ausgehärteten Bereiche diese annehmen.
In der Lichtdruck-Flachform-Zylinderpresse erfolgt das Bedrucken in diesem Druckverfahren. Diese Lichtdruckschnellpressen sind ähnlich den Offset-Einfarben-Andruckflachpressen aufgebaut. Oft wurden umgebaute Steindruckmaschinen verwendet. Die tägliche Stückzahl liegt zwischen 600 und 1000 Bogen und erfordert eine hohe Berufserfahrung und Konzentration des Druckers. Das feine „Quellrelief“ ist durch weiteres nachträgliches Befeuchten der Druckform im Kontrast zu steuern. Stärkere Befeuchtung verringert, schwächere Befeuchtung steigert den Kontrast.
Das Aussehen des Druckes lässt sich durch Chemikalien, die auf die druckende Gelatineschicht aufgebracht werden, beeinflussen. Formalin fixiert die Gelatine, Alaun macht einzelne Druckteile dunkler, da es härtend wirkt. Zyankali ist hygroskopisch, es zieht Wasser an, macht die Gelatine weicher und so werden einzelne Druckteile heller.
Die relative Luftfeuchte in Drucknähe muss ständig gleich gehalten werden. Insofern muss der Fortdruck ständig beobachtet werden. Von einem Helfer wird der Druckbogen in die Druckmaschine eingelegt und vom Drucker wird er nach dem Druckvorgang aus der Maschine genommen und beurteilt. Die Gesamtauflage kann zwischen 1000 und 2000 Drucke erreichen, danach muss eine neue Druckform erstellt werden. Die Gelatineschicht wird von den Druckvorgängen beansprucht und dabei beschädigt.
Eine Besonderheit beim Lichtdruck ist die ölbasierte, jedoch besonders feste und zähe Lichtdruckfarbe. Die Verarbeitung ist nur mit speziellen starken Farbreibemessern möglich. Vor jedem Einsatz ist sie unter sofortigem Zusatz von Ölfirnis erneut mit diesem Farbmesser (Druckerspatel) „durchzuwalken“, damit die Farbe gebrauchsfähig ist.
Lichtdrucke können, wenn sie in Buchform relativ luftdicht abgeschlossen gelagert werden, einen stärkeren Geruch der verwendeten Chemikalien aussondern, zum Beispiel nach Ochsengalle, die während des Drucks verwendet wird, um störende, mitdruckende Randtöne zu vermeiden.

## Ergebnisse

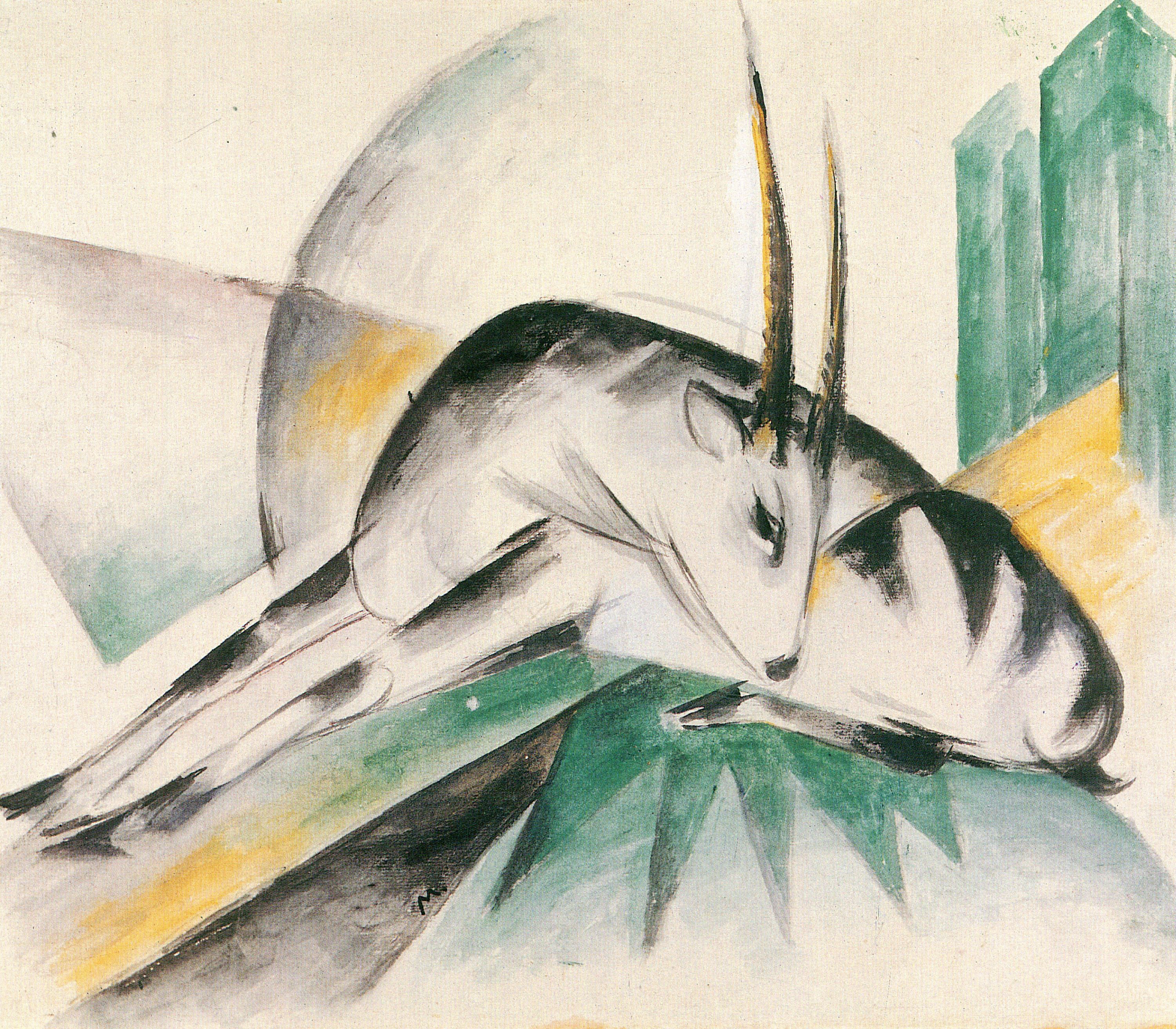
Lichtdruck Gazelle von Franz Marc, 1923

Die erreichten Auflagen sind gering und der Arbeitsaufwand im Lichtdruck ist sehr hoch. Das Lichtdruckverfahren ist teuer, aber die Wiedergabequalität rechtfertigt den hohen Preis. In früheren Zeiten war der Lichtdruck im Arbeitsaufwand mit anderen Druckverfahren vergleichbar und stellte im Druckergebnis ein auf andere Weise nicht erreichbares Druckerzeugnis her. Insbesondere die Zwischentöne von Zeichentechniken lassen sich im Lichtdruck in Faksimilequalität wiedergeben. Oft lässt sich der Druck von einer Originalzeichnung nur in so starker Vergrößerung erkennen, dass das Runzelkorn sichtbar wird. Die sogenannten Piper-Drucke wurden zum Beispiel im Lichtdruckverfahren hergestellt, wie etwa die Gazelle von Franz Marc.